# Снядкув-Ґурни-А
Снядкув-Ґурни-А (пол. Śniadków Górny A) — село в Польщі, у гміні Собене-Єзьори Отвоцького повіту Мазовецького воєводства.
Населення — 228 осіб (2011).
У 1975-1998 роках село належало до Седлецького воєводства.

## Демографія
Демографічна структура станом на 31 березня 2011 року:
|          | Загалом | Допрацездатний вік | Працездатний вік | Постпрацездатний вік |
| -------- | ------- | ------------------ | ---------------- | -------------------- |
| Чоловіки | 105     | 19                 | 74               | 12                   |
| Жінки    | 123     | 23                 | 77               | 23                   |
| Разом    | 228     | 42                 | 151              | 35                   |